# Muralla de Carlos V (Gibraltar)
La Muralla de Carlos V es una muralla defensiva del siglo xvi que forma parte de las fortificaciones de Gibraltar. Originalmente llamada Muralla de San Benito, fue construida en 1540 y reforzada en 1552 por el emperador Carlos V del Sacro Imperio Romano Germánico (Carlos I de España). La muralla se extiende desde el Baluarte Sur (o Bastión Sur) hasta la cima del peñón de Gibraltar, y se encuentra en muy buen estado de conservación (prácticamente intacta).

## Estructura
La parte baja de la muralla recorre la vertiente cuesta arriba a partir del Baluarte Sur, construido en su día sobre el borde del agua del puerto de Gibraltar (actualmente retrocedido), hasta la puerta del Príncipe Eduardo ubicada en la base de un acantilado empinado. Por ella pasa la puerta de África (o puerta de Southport), defendida desde arriba por el Baluarte Plano.
La parte alta de la muralla, algo más hacia el sur, escala la pendiente en zigzag a partir de la punta del acantilado hasta la cresta superior del peñón, una configuración que proporcionaba a los defensores de la colina la facilidad de devolver fuego de flanqueo mientras avanzaban a lo largo de la muralla. La punta superior de la estructura se conoce como el Hacho, ya que allí había una torre que servía de faro improvisado. La torre ya no existe en la actualidad.
Partiendo de su sección inferior, otra muralla —la Muralla Morisca— sube ladera arriba hasta la cima del peñón. Esta muralla recibe su nombre a raíz de la creencia que se trataba de una construcción del período musulmán de Gibraltar (parte de Al-Ándalus). Hoy, sin embargo, se sabe que la Muralla de San Reymondo (su nombre oficial) se mandó construir como línea de apoyo en el siglo xvi por Felipe II de España, hijo de Carlos I/V. Es por eso que en inglés recibe el nombre de Philip II Wall (Muralla de Felipe II).

## Historia
La Muralla de Carlos V fue construida en una época en la que la gran amenaza para la ciudad fueron los piratas berberiscos. En septiembre de 1540, Piali Hamet, uno de los capitanes más notorios de Barbarroja, comandó una flota de corsarios que invadió Gibraltar y llevó a cabo uno de los saqueos más memorables de la historia de la ciudad, habiéndose hecho además con una gran cantidad de cautivos entre los ciudadanos gibraltareños, incluidos miembros de algunas de sus familias más destacadas. Ese mismo año, se procedió a la construcción de la versión original de la Muralla de San Benito (primer nombre oficial dado a la estructura), con el objetivo de defender el peñón de futuros ataques similares.

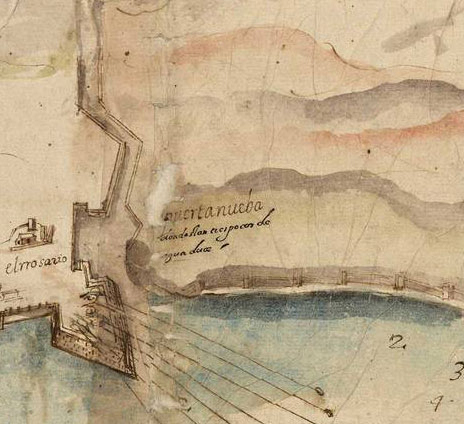
Plan de la sección inferior del muro, mostrando las líneas de fuego desde el Baluarte Sur (1608, Cristóbal de Rojas).

Más de una década después, en 1552, se realizó la primera tanda de mejoras de la muralla, de la mano del ingeniero militar italiano Giovanni Battista Calvi. Calvi había proyectado una muralla transversal de unos 280 metros que recorría el peñón de oeste a este en línea recta (hasta alcanzar un despeñadero), cruzando con el grueso de la muralla que atravesaba el acantilado de norte a sur, para luego escalar el peñón en forma de zigzag hasta alcanzar la cumbre.

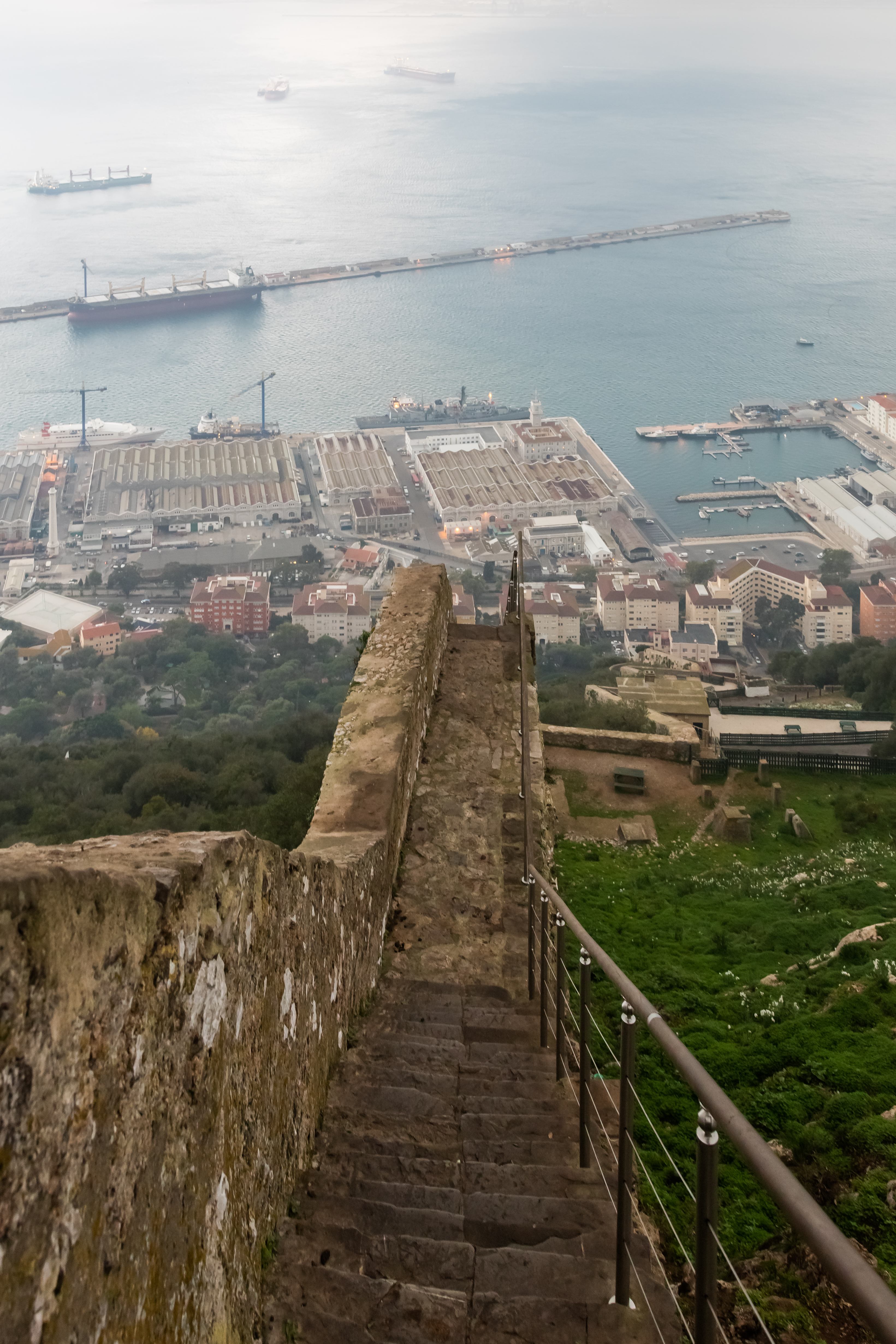
Vista del puerto de Gibraltar desde la muralla de Carlos V

Tras la abdicación de Carlos I en su hijo, Felipe II, este encargó en 1558 al ingeniero genovés Giovan Giacomo Paleari Fratino la continuación de las obras de mejoras. Fratino no veía ojo a ojo con respecto a los planes de su antecesor, y mandó detener las obras del muro transversal y demoler el tramo construido en forma de zigzag. En su lugar, diseñó un tramo superior de la misma muralla que comienza en el puerto, que seguiría en línea recta desde la punta del acantilado hasta la cima del peñón. Sin embargo, aunque los trabajos en la muralla transversal se detuvieron (y nunca volvieron a retomarse), el ingeniero de la corte de Felipe II, Tibúrcio Spanucchi, se opuso a la demolición del tramo zigzagueante, cuya construcción se concluyó en 1599, conformando la parte superior de la Muralla de Carlos V.
Según se aprecia en una reproducción de la muralla esbozada por Anton van den Wyngaerde en 1565, su versión original no contaba con baluartes, pero sí tenía una casa del guarda que dominaba la estructura hasta la puerta de África. La primera mención en escrito del Baluarte Sur (originalmente, Baluarte de Nuestra Señora del Rosario) y del Baluarte Plano (originalmente, Bastión de Santiago) se da en 1627, cuando Luis Bravo de Acuña, futuro virrey de Navarra, describe las fortificaciones de Gibraltar en un escrito al rey Felipe IV de España. Acuña da cuenta de dos baluartes en la sección baja del muro, estratégicamente posicionados de tal modo que un solo hombre podría enfrentarse a los atacantes, empujando rocas hacia abajo o lanzando las piedras de gran tamaño que se almacenaban en galerías encima de las puertas de la ciudad. Es posible que el mismo Fratino fuera quien construyó ambos bastiones, pero, al menos en el caso del Baluarte Sur, este habría sido significativamente mejorado por el arquitecto e ingeniero alsaciano Daniel Specklin.

### Toma de Gibraltar
Como las demás fortificaciones de Gibraltar, la Muralla de Carlos V fue parte del escenario de la toma de Gibraltar en julio de 1704, en el marco de la guerra de sucesión española, cuando tropas angloholandesas comandadas por George Rooke, aun no consiguiendo abrir brecha en la muralla, consiguieron sortearla beneficiándose del pánico suscitado entre los ciudadanos de la villa. Durante el sitio de Gibraltar de ese año, el marqués de Villadarias envió una fuerza de quinientos hombres siguiendo las instrucciones de Simón Susarte, con el objetivo de hacerse con la plaza. La tropa escaló la Muralla de Carlos V con éxito y consiguió alcanzar Middle Hill, antes de ser repelada por una unidad de granaderos británicos.
La Muralla de Carlos V constituye el límite más meridional cedido formalmente por España a Reino Unido en el marco del Tratado de Utrecht (1713-1715).

## Puertas
La Muralla de Carlos V cuenta con tres puertas, construidas con fines tanto tácticos como civiles (para que la vida fluyera en la villa):
- Puerta de Southport, antes llamada Puerta de África, construida en 1552, luciendo los escudos de armas de Carlos I/V y de Gibraltar.
- La puerta central, construida en 1883, luciendo los escudos de armas del gobernador británico de la península y de la reina Victoria.
- Puerta del Referéndum, construida en 1967, conmemorando el plebiscito de ese año en el que los gibraltareños decidieron permanecer bajo soberanía de la Corona británica.